# Michal Franek
Michal Franek nebo česky Michal Franěk (* 18. ledna 1967 Žilina) je bývalý československý a slovenský boxer, účastník letních olympijských her v roce 1988 a 1992.

## Sportovní kariéra
Vyrůstal v slovenských Gbeľanoch nedaleko Žiliny jako nejmladší z osmi sourozenců. S boxem začínal ve 12 letech po vzoru svého otce Michala a bratrů v Martině. Jeho prvním trenérem byl otec Turjan. V roce 1980 vybojoval starší bratr Jano bronzovou olympijskou medaili na olympijských hrách v Moskvě. To mu bylo 13 a rozhodl se jít v bratrově stopách.
V roce 1981 přestoupil z Martina do SVSM (středisko vrcholového sportu mládeže) při klubu Spartak Dubnica k staršímu trenérovi Horymíru Netukovi. Ve Spartaku se ho ujal původem bulharský trenér Elenko Savov, který ho vedl jiným směrem než byl doposud zvyklý – aktivní obrana uhnout, uhodit (side-step), počkat si na dobrý úder. V reprezentaci startoval v lehké střední váze do 71 kg v roce 1985 se v rumunské Bukurešti stal juniorským mistrem světa.
Na podzim 1986 narukoval na vojnu do olomoucké Dukly, kde již rok působil jeho trenér z Dubnice Savov. V roce 1975 koketoval s vyšší střední váhovou kategorií do 75 kg, ale pro olympijský rok 1988 se rozhodl vrátit do nižší lehké střední váhy. Na olympijských hrách v Soulu patřil k československým medailovým nadějím, ale prohrál v osmifinále na body s Royem Jonesem ze Spojených států.
Od roku 1989 startoval ve střední váze do 75 kg a na květnovém mistrovství Evropy v Athénách vybojoval svojí první velkou seniorskou medaili. Za tímto úspěchem stál i nový reprezentační trenér Svatopluk Žáček, který s ním začal pracovat po psychické stránce – zvýšení sebědůvěry. V roce 1991 druhé místo na mistrovství Evropy v Göteborgu zopakoval a kvalifikoval se na olympijské hry v Barceloně v roce 1992. To byl již zpátky v Martině, protože v roce 1989 vojenská správa zrušila boxerské středisko vrcholového sportu při Dukle Olomouc. Na listopadové mistrovství světa v australském Sydney v roce 1991 neodjel, protože byl v přípravě knockoutován Němcem Marco Theuerem a měl v rámci pravidel o ochraně zdraví pozastavenou činnost. Olympijský turnaj v Barceloně se mu nepovedl. Vypadl v úvodním kole na body s jižním Korejcem I Sung-päm a vzápětí ukončil v 25 letech sportovní kariéru.
Po skončení sportovní kariéry pracoval v Martině jako šéf ochranky podniku ZTŠ (Závody ťažkého strojárstva). Po jejím úpadku v druhé polovině devadesátých let dvacátého století podnikal ve stavebnictví. Vedle práce se věnuje trenérské činnosti.

### Výsledky
| Turnaj             | 1984 | 1985 | 1986 | 1987 | 1988 | 1989 | 1990 | 1991 | 1992 |
| Turnaj             | 17   | 18   | 19   | 20   | 21   | 22   | 23   | 24   | 25   |
| Turnaj             | -71  | -71  | -71  | -75  | -71  | -75  | -75  | -75  | -75  |
| ------------------ | ---- | ---- | ---- | ---- | ---- | ---- | ---- | ---- | ---- |
| Olympijské hry     | —    |      |      |      | úč.  |      |      |      | úč.  |
| Mistrovství světa  |      |      | úč.  |      |      | úč.  |      | —    |      |
| Mistrovství Evropy |      | —    |      | úč.  |      | 2.   |      | 2.   |      |
| MS juniorů         |      | 1.   |      |      |      |      |      |      |      |
| ME juniorů         | 2.   |      |      |      |      |      |      |      |      |

### Olympijské hry a mistrovství světa
| Olympijské hry a mistrovství světa | Olympijské hry a mistrovství světa | Olympijské hry a mistrovství světa | Olympijské hry a mistrovství světa | Olympijské hry a mistrovství světa | Olympijské hry a mistrovství světa | Olympijské hry a mistrovství světa | Olympijské hry a mistrovství světa |
| Kolo                               | Výsledek                           | Bilance                            | Soupeř                             | Výsledek                           | Datum                              | Turnaj                             | Místo                              |
| 1992 Olympijské hry do 75 kg       | 1992 Olympijské hry do 75 kg       | 1992 Olympijské hry do 75 kg       | 1992 Olympijské hry do 75 kg       | 1992 Olympijské hry do 75 kg       | 1992 Olympijské hry do 75 kg       | 1992 Olympijské hry do 75 kg       | 1992 Olympijské hry do 75 kg       |
| ---------------------------------- | ---------------------------------- | ---------------------------------- | ---------------------------------- | ---------------------------------- | ---------------------------------- | ---------------------------------- | ---------------------------------- |
| 1/32                               | prohra                             | 2-4                                | I Sung-pä (KOR)                    | 2:6                                | 17.-31. října 1988                 | Olympijské hry                     | Barcelona, Španělsko               |
| 1991 Mistrovství světa nestartoval |                                    |                                    |                                    |                                    |                                    |                                    |                                    |
| 1989 Mistrovství světa do 75 kg    |                                    |                                    |                                    |                                    |                                    |                                    |                                    |
| čtvrtfinále                        | prohra                             | 2-3                                | Sven Ottke (GDR)                   | 15:32                              | 17.-30. září 1989                  | Mistrovství světa                  | Moskva, Sovětský svaz              |
| 1/16                               | vítězství                          | 2-2                                | Lammert Brink (NED)                | AB2                                | 17.-30. září 1989                  | Mistrovství světa                  | Moskva, Sovětský svaz              |
| 1988 Olympijské hry do 71 kg       |                                    |                                    |                                    |                                    |                                    |                                    |                                    |
| 1/16                               | prohra                             | 1-2                                | Roy Jones (USA)                    | 0:5                                | 17.-31. října 1988                 | Olympijské hry                     | Soul, Jižní Korea                  |
| 1/32                               | vítězství                          | 1-1                                | Isaac Iapatu (VAN)                 | bez boje                           | 17.-31. října 1988                 | Olympijské hry                     | Soul, Jižní Korea                  |
| 1986 Mistrovství světa do 71 kg    |                                    |                                    |                                    |                                    |                                    |                                    |                                    |
| 1/32                               | prohra                             | 0-1                                | Peter Silva (BRA)                  | 1:4                                | 8.-18. května 1986                 | Mistrovství světa                  | Reno, Spojené státy                |

### Mistrovství Evropy
| Mistrovství Evropy               | Mistrovství Evropy               | Mistrovství Evropy               | Mistrovství Evropy               | Mistrovství Evropy               | Mistrovství Evropy               | Mistrovství Evropy               | Mistrovství Evropy               |
| Kolo                             | Výsledek                         | Bilance                          | Soupeř                           | Výsledek                         | Datum                            | Turnaj                           | Místo                            |
| 1991 Mistrovství Evropy do 75 kg | 1991 Mistrovství Evropy do 75 kg | 1991 Mistrovství Evropy do 75 kg | 1991 Mistrovství Evropy do 75 kg | 1991 Mistrovství Evropy do 75 kg | 1991 Mistrovství Evropy do 75 kg | 1991 Mistrovství Evropy do 75 kg | 1991 Mistrovství Evropy do 75 kg |
| -------------------------------- | -------------------------------- | -------------------------------- | -------------------------------- | -------------------------------- | -------------------------------- | -------------------------------- | -------------------------------- |
| finále                           | prohra                           | 6-3                              | Sven Ottke (GDR)                 | 13:43                            | 7.-12. května 1991               | Mistrovství Evropy               | Göteborg, Švédsko                |
| semifinále                       | vítězství                        | 6-2                              | Robert Buda (POL)                | RSC1                             | 7.-12. května 1991               | Mistrovství Evropy               | Göteborg, Švédsko                |
| čtvrtfinále                      | vítězství                        | 5-2                              | Marko Salminen (FIN)             | 39:13                            | 7.-12. května 1991               | Mistrovství Evropy               | Göteborg, Švédsko                |
| 1/16                             | vítězství                        | 4-2                              | Rosen Ibišev (BUL)               | 24:23                            | 7.-12. května 1991               | Mistrovství Evropy               | Göteborg, Švédsko                |
| 1989 Mistrovství Evropy do 75 kg |                                  |                                  |                                  |                                  |                                  |                                  |                                  |
| finále                           | prohra                           | 3-2                              | Henry Maske (GDR)                | 0:5                              | 1.-3. června 1989                | Mistrovství Evropy               | Athény, Řecko                    |
| semifinále                       | vítězství                        | 3-1                              | Daniel Krumov (BUL)              | 5:0                              | 1.-3. června 1989                | Mistrovství Evropy               | Athény, Řecko                    |
| čtvrtfinále                      | vítězství                        | 2-1                              | Zoltán Füzesy (HUN)              | 4:1                              | 1.-3. června 1989                | Mistrovství Evropy               | Athény, Řecko                    |
| 1/16                             | vítězství                        | 1-1                              | Jorgos Joanidis (GRE)            | 5:0                              | 1.-3. června 1989                | Mistrovství Evropy               | Athény, Řecko                    |
| 1987 Mistrovství Evropy do 75 kg |                                  |                                  |                                  |                                  |                                  |                                  |                                  |
| 1/32                             | prohra                           | 0-1                              | Esa Hukkanen (FIN)               | 2:3                              | 1.-7. června 1987                | Mistrovství Evropy               | Turín, Itálie                    |